# 日出藩

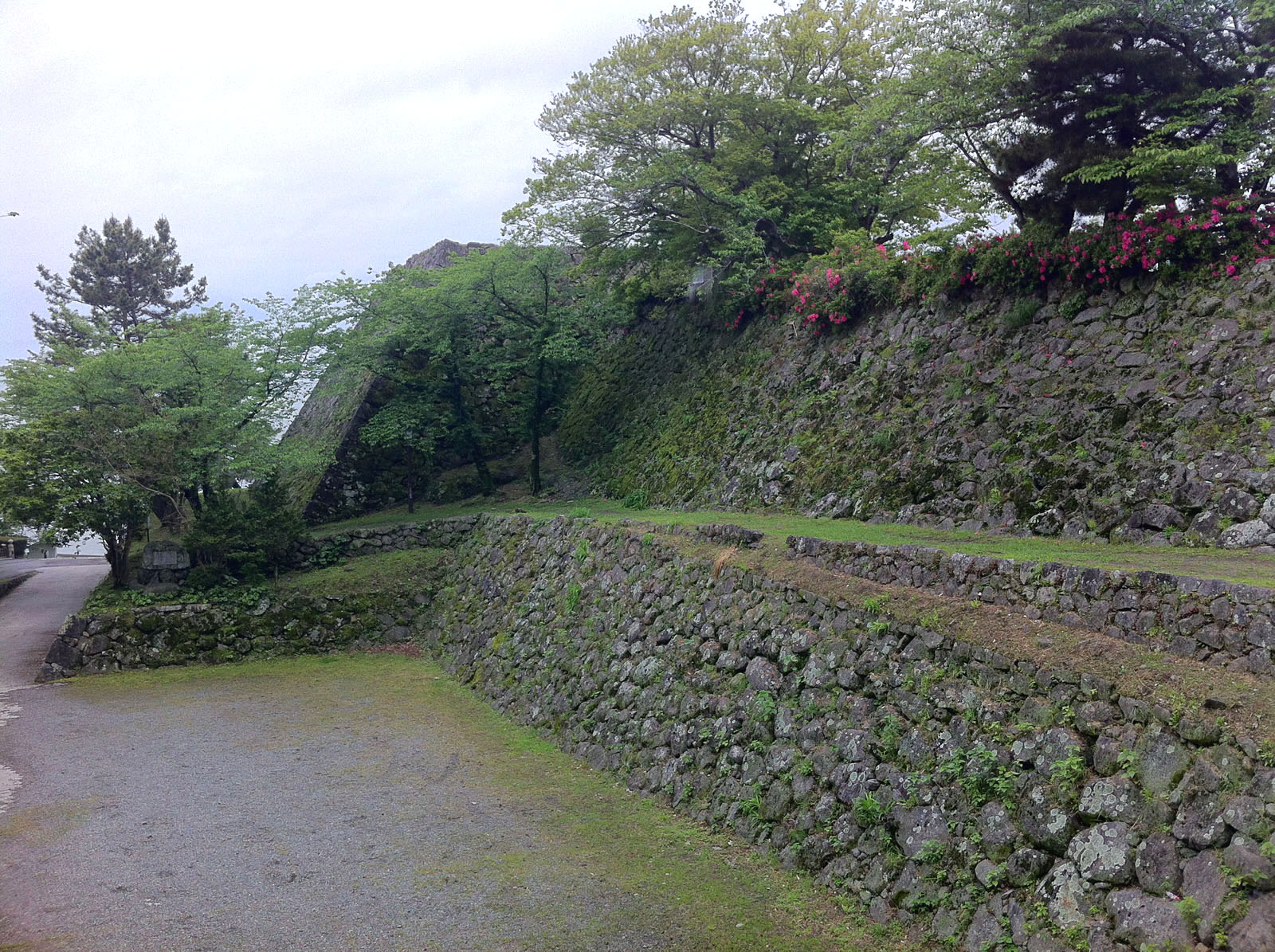
日出城跡（本丸石垣）

日出藩（ひじはん）は、豊後国速見郡に存在した藩。拠点は速見郡日出。居城は日出城。藩主は木下家であった。

## 藩歴
藩祖は豊臣秀吉の正室・高台院（於禰）の兄・木下家定の三男である木下延俊である。延俊は慶長5年（1600年）の関ヶ原の戦いのとき、東軍で終始活躍した功績により戦後、徳川家康から5千石加増の豊後国速見郡日出3万石に封じられた。なお、父の家定も延俊とは別に所領を与えられ、備中国賀陽郡足守（賀陽郡・上房郡2万5千石）に足守藩を立てている。なお、日出・足守両藩主家は高台院の近親と言うことで、大坂夏の陣後も「豊臣氏」を称することが許されていた。
延俊の子で、第2代藩主となった木下俊治の時代、弟の木下延由に5000石（速見郡立石）の所領を分与したため、日出藩の所領は2万5000石となる。江戸時代を通じて移封も減封もされることなく、16代にわたって木下家は日出を支配し、明治時代を迎えた。
明治4年（1871年）、廃藩置県により日出県となり、のち、大分県に編入された。

## 歴代藩主
○木下家（杉原氏流木下氏、のち豊臣氏流）
　外様　3万石（速見郡）　1600年（慶長5年）入封（1642年〈寛永19年〉以降、2万5000石）
1. 延俊
2. 俊治
3. 俊長
4. 俊量
5. 俊在
6. 俊保
7. 俊監
8. 俊能
9. 俊泰
10. 俊胤
11. 俊懋
12. 俊良
13. 俊敦
14. 俊方
15. 俊程
16. 俊愿

## 幕末の領地
- 豊後国
  - 速見郡のうち - 18村（うち1村を日田県に編入）

## 関連文献
- 荒金錬次 編『日出藩御家中系図』日出町立万里図書館〈図書館叢書 第六集〉、1972年3月30日。(要登録)